# Ma perché (883)
Ma perché è il quarto singolo estratto dal secondo album degli 883, Nord sud ovest est, pubblicato nel 1993.

## Tracce
1. Ma perché (120 BMP Mix)
2. Ma perché (114 BMP Mix)
3. Ma perché (110 BMP Mix)
4. Rotta x casa di Dio

## Formazione
- Max Pezzali - voce
- Mauro Repetto - voce addizionale
- Marco Guarnerio - cori[senza fonte]

## Classifica
| Classifica (1993) | Posizione massima |
| ----------------- | ----------------- |
| Italia            | 15                |